# 結婚式の唄〜季節はずれのウエディングマーチ〜/Are you ready to ROCK?
「結婚式の唄〜季節はずれのウエディングマーチ〜/Are you ready to ROCK?」（けっこんしきのうた きせつはずれのウエディングマーチ / アー ユー レディー トゥー ロック?）は、雅-miyavi-のメジャー3枚目のシングル。2005年10月12日発売。発売元はユニバーサルJ。

## 概要
- 初回限定盤A[1],B[2]と通常盤[3]計3タイプが発売。
- 「結婚式の唄」は、『音楽戦士 MUSIC FIGHTER』提供「Music.jp」CMソング。
- 「Are you ready to ROCK?」は、ゲーム『絶体絶命でんぢゃらすじーさんパーティじゃっ!全員集合!』CMソング。
- 初回限定盤はそれぞれ「結婚式の唄」と「Are you ready to ROCK?」のMVを収録したDVD同梱。
- 通常盤収録「あしタ、脳天気ニなぁレ。」は、インディーズ時代の楽曲「あしタ、天気ニなぁレ。」「あしタ、元気ニなぁレ。」の3部作完結編となる曲。
- 「結婚式の唄」は、元々雅の知人の結婚式のため作られたが、結婚式当日には間に合わなかった。
- オリコンチャートでは自身の最高位を更新した。

## 収録曲

### 初回盤A
（作詞・作曲：MYV／編曲：MYV、堤秀樹）
CD
1. 結婚式の唄-with BAND ver.-
2. Are you ready to ROCK?〜独奏〜
3. 結婚式の唄-独奏-

DVD
1. 結婚式の唄 Video Clip

### 初回盤B
（作詞・作曲：MYV／編曲：MYV、堤秀樹）
CD
1. Are you ready to ROCK?〜独奏〜
2. 結婚式の唄-with BAND ver.-
3. Are you ready to ROCK?-Rhythm Battle Mix-

DVD
1. Are you ready to ROCK? Video Clip

### 通常盤
（作詞・作曲：MYV／編曲：MYV、堤秀樹）
1. 結婚式の唄-with BAND ver.-
2. Are you ready to ROCK?〜独奏〜
3. あしタ、脳天気ニなぁレ。〜独奏〜